# Збірна СНД з регбі
Збірна СНД з регбі була створена як наступник збірної СРСР і провела лише 4 офіційні матчі. 

## Матчі 1992
| 10 травня 1992 |

| Румунія | 34:6 | СНД |
| ------- | ---- | --- |
|         |      |     |

| Бухарест, ст. «Динамо» |

| 28 травня 1992 |

| СНД | 15:36 | Франція |
| --- | ----- | ------- |
|     |       |         |

| Москва |

## Дивись
- Збірна СРСР з регбі
- Збірна Росії з регбі